# Прядка Олександр Вячеславович
Олександр Вячеславович Прядка (нар. 8 листопада 1991, с. Ганнівка-Вирівська Білопільського району (з 2020 року - Сумського району) Сумської області, Українська РСР, СРСР — пом. 9 квітня 2022, с. Іванівка Чугуївського району на Харківщині) — військовослужбовець Збройних Сил України, учасник російсько-української війни, загинув під час російського вторгнення в Україну 2022 року.

## Життєпис
Олександр Прядка народився 1991 року в с. Ганнівка-Вирівська Білопільського району (з 2020 року - Сумського району) на Сумщині. Навчався у місцевій школі.
2009 року вступив до Глухівського агротехнічного коледжу Сумського НАУ. З часом там же працював майстром виробничого навчання. Згодом повернувся до Ганнівки Вирівської, де працював у агрофірмі «Колос».
30 червня 2021 року Олександр Прядка вступив на службу до Збройних Сил України, яку проходив в Краматорську. З початком повномасштабного російського вторгнення в Україну пішов на фронт, брав участь у бойових діях на Харківщині. Військова спеціальність — навідник. Загинув на початку квітня 2022 року в боях під Харковом, в селі Іванівка.
Попрощалися із загиблим Олександром Прядкою 15 квітня у рідному селі Ганнівка Вирівська.

## Родина
Одружений, має доньку (нар. 2016).

## Нагороди
- Орден «За мужність» III ступеня (2022, посмертно) — за особисту мужність і самовіддані дії, виявлені у захисті державного суверенітету та територіальної цілісності України, вірність військовій присязі[4].